# United Blood Nation
Le gang United Blood Nation (UBN) a été fondé par deux afro-américains, Omar Portee (O.G. Mack) et Leonard Mackenzie (O.G. Deadeye), alors qu'ils étaient détenus à la prison Rikers Lake à New York en 1993. Ce gang a été formé initialement dans le but de protéger les détenus afro-américains de la menace que représentaient les gangs des Netas et des Latin Kings, qui dominaient alors la prison.

## Adhésion
Le UBN a une adhésion à prédominance hommes d'origine afro-américaine avec quelques groupes se composant d'hommes d'origine asiatique, hispanique et caucasienne. Les femmes sont admises dans le gang, mais leur statut diffère d'un groupe à un autre. Depuis 1993, le nombre d'adhésions a grimpé de façon significative. Selon le National Gang Threat Assessment publié par le NAGIA en 1995, le nombre d'adhésions au UBN est estimé à 5 000 à New York et à 7 000 à travers les États-Unis.

## Emplacement
Selon ce que reporte le NDIC, le UBN est fortement concentré dans l'ensemble de New York et leur présence s'est répandue à d'autres emplacements le long de la Côte Est, au niveau du centre de l'Atlantique et des régions du Sud-Est.

## Activité criminelle
La source principale de revenus du UBN est en grande partie dérivée de la vente et distribution de drogues illicites. Les activités criminelles du UBN incluent également le vol, les homicides, l'intimidation, le vol de voitures, la fraude par carte de crédit, l'extorsion, le vol d'identité, la distribution d'armes, les incendies criminels, le détournement de voitures et la prostitution.

## Identification
Les graffitis Blood peuvent contenir des mots avec la lettre "C" barrée ou les lettres "CK" (Crip Killer, ou "Tueur de Crip") comme une forme de non-respect au gang des Crips. Les marques Blood peuvent également inclure le mot "DAMU" (Swahili for Blood ou "Sovahéli pour Blood".) Les groupes Blood individuels peuvent également être représentés à travers des graffitis. En ce qui concerne différents graffitis, certains mots peuvent être involontairement mal épelés. Selon le Federal Gang Task Force à Long Island, New York, les marques de Blood de la Côte Est peuvent inclure des graffitis comme "031" (j'ai de l'amour pour les Blood.) La lettre "S" peut être biffée parce qu'elle représente Slobs, une expression blessante pour le gang Blood. Des tatouages peuvent inclure l'acronyme M.O.B. (Member Of Blood ou "membre des Blood" / Money Over Bitches ou "l'argent avant les 'femmes'"), une marque représentant une patte de chien (représentée par trois points) et/ou la lettre "B" (Blood.)